# 오늘날
용어 "오늘날"은 현대를 둘러싼 시간의 대략적 주기를 설명하는 데 사용된다. 문맥에 따라, 이 기간은 즉각적인 순간이거나, 또는 연대나 연만큼 넓을 수 있다. 일반적으로 용어가 사용되는 시점에서 동시대의 기원을 참조하는 데 사용된다.

## 같이 보기
- 현대 (시대)
- 오늘
- 옛날 옛적에